# Steve Miller Band
Steve Miller Band — американський блюз-рок-гурт, утворений в Сан-Франциско, Каліфорнія, в році 1966 року. Лідером гурту є вокаліст і гітарист Стів Міллер.
Найвідомішими хітами колективу є: «The Joker» (1973), «Rock'n Me» (1976), «Fly Like an Eagle» (1977), «Jet Airliner» (1977), «Abracadabra» (1982).

## Дискографія
Альбоми
- Children of the Future (1968)
- Sailor (1968)
- Brave New World (1969)
- Your Saving Grace (1969)
- Number 5 (1970)
- Rock Love (1971)
- Recall the Beginning… A Journey from Eden (1972)
- The Joker (1973)
- Fly Like an Eagle (1976)
- Book of Dreams (1977)
- Circle of Love (1981)
- Abracadabra (1982)
- Italian X Rays (1984)
- Living in the 20th Century (1986)
- Born 2 B Blue (1988)
- Wide River (1993)
- Bingo! (2010)
- Let Your Hair Down (2011)